# Schegge di luce
Schegge di luce è un singolo del cantautore italiano Massimo Di Cataldo, estratto dall'album Macchissenefrega e pubblicato il 25 settembre 2009.

## Video musicale
Il video della canzone è stato realizzato da Mirko Bonocore.